# Пођо Сан Вичино
Пођо Сан Вичино (итал. Poggio San Vicino) насеље је у Италији у округу Мачерата, региону Марке.
Према процени из 2011. у насељу је живело 130 становника. Насеље се налази на надморској висини од 475 м.

## Становништво
| 1931. | 1936. | 1951. | 1961. | 1971. | 1981. | 1991. | 2001. | 2011. |
| ----- | ----- | ----- | ----- | ----- | ----- | ----- | ----- | ----- |
| 1.036 | 702   | 679   | 505   | 402   | 342   | 308   | 303   | 297   |